# ووتون، نورث‌همپتون‌شر
ووتون (به انگلیسی: Wootton) یک روستا و محله مدنی در بریتانیا است که در نورث‌همپتون واقع شده‌است. ووتون ۱۱٬۱۸۰ نفر جمعیت دارد.